# Microsoft Office 2016
Microsoft Office 2016 (nombre clave  Office 16) es una versión de la suite de oficina Microsoft Office, sucesora de Office 2013 y de Office para Mac 2011 y predecesora de Office 2019. Fue lanzado en MacOS el 9 de julio de 2015 y en Microsoft Windows el 22 de septiembre de 2015 para suscriptores de Office 365. El soporte principal terminó el 13 de octubre de 2020 y el soporte extendido finalizará el 14 de octubre de 2025, al mismo tiempo que Windows 10. La versión con licencia perpetua en MacOS y Windows se publicó el 22 de septiembre de 2015. Office 2016 es la última versión oficialmente compatible con Windows 7, Windows 8 y Windows 8.1.

## Nuevas características

### Windows
Las nuevas características de la versión de Windows incluyen la posibilidad de crear, abrir, editar y guardar archivos en la nube directamente desde el escritorio, una nueva herramienta de búsqueda para comandos disponibles en Word, PowerPoint, Excel y Outlook denominada "Tell Me", más la opción "Enviar como" en Word y PowerPoint y coautoría en tiempo real con usuarios conectados a Office Online. Otras características menores son la inclusión de Insights, una función activada por Bing para proporcionar información contextual desde la web, una barra lateral de diseño en PowerPoint para optimizar la edición de diapositivas, nuevos tipos de gráficos y plantillas en Excel (como treemap, gráfico de rayos de sol (también conocido como gráfico circular) gráfico de cascada, diagrama de caja, histograma y plantillas financieras y de calendario), nuevas animaciones en PowerPoint (como la transición de Morph), la capacidad de insertar video en línea en OneNote y una función de prevención de pérdida de datos en Word, Excel y PowerPoint.
Microsoft Office 2016 no puede coexistir con las aplicaciones de Microsoft Office 2013, pero puede coexistir con versiones anteriores de Microsoft Office, como 2003, 2007 y 2010. Microsoft ofrece reemplazar libremente estas versiones anteriores de 2013 con una versión actualizada.

### Macintosh
Las nuevas características de la versión para Mac incluyen una interfaz de usuario actualizada que utiliza cintas, soporte completo para Retina Display y nuevas funciones de intercambio para documentos de Office.
En Word, hay una nueva ficha "Diseño", una característica Insights, que es alimentada por Bing, y la cocreación de documentos en tiempo real. En Excel, hay una característica de gráficos recomendados y las divisoras de tabla dinámica. En PowerPoint, hay variantes de tema, que proporcionan diferentes esquemas de color para una presentación. En Outlook, hay una función "Proponer nueva hora", la posibilidad de ver calendarios lado a lado y el pronóstico del tiempo en el calendario.
Outlook 2016 para Mac tiene un soporte muy limitado para la sincronización de servicios de colaboración fuera del correo electrónico básico.
Con la versión 15.25, Office para Mac pasó de 32 bits a 64 bits de forma predeterminada. Los usuarios que requieran una versión de 32 bits por razones de compatibilidad podrán descargar la versión 15.25 como una actualización de una sola vez manualmente desde el sitio web de Microsoft Office. Todas las versiones siguientes a 15.25 serán sólo de 64 bits.

## Aplicaciones descontinuadas

### Microsoft InfoPath
Aplicación para formularios descontinuada en Office 2016, siendo en la versión 2013 su última aparición. 

### Microsoft Lync
Es reemplazado Skype for Business, en las ediciones empresariales de Office.

### Microsoft SkyDrive Pro
Es sustituido por el servicio de almacenamiento OneDrive for Business.

## Ediciones
| Programas y características | Hogar & Estudiantes      | Hogar & Empresas | Standard             | Professional | Professional Plus    |
| --------------------------- | ------------------------ | ---------------- | -------------------- | ------------ | -------------------- |
| Licencia                    | Retail, OEM y Windows RT | Retail y OEM     | Licencia por volumen | Retail y OEM | Licencia por volumen |
| Precio                      | $ 1399.99                | $ 1999.99        | $ 2999,99            | $ 3999.99    | $ 4999.99            |
| Word                        | Sí                       | Sí               | Sí                   | Sí           | Sí                   |
| Excel                       | Sí                       | Sí               | Sí                   | Sí           | Sí                   |
| PowerPoint                  | Sí                       | Sí               | Sí                   | Sí           | Sí                   |
| Outlook                     | No                       | Sí               | Sí                   | Sí           | Sí                   |
| OneNote                     | Sí                       | Sí               | Sí                   | Sí           | Sí                   |
| Publisher                   | No                       | No               | Sí                   | Sí           | Sí                   |
| Access                      | No                       | No               | No                   | Sí           | Sí                   |
| Visio                       | No                       | No               | No                   | No           | Sí                   |
| Project                     | No                       | No               | No                   | No           | Sí                   |

### Microsoft Office 365
Los servicios de suscripción de Office 365, que antes estaban dirigidos a empresas y sus usuarios, se ampliaron para que Office 2016 incluyera nuevos planes destinados al uso doméstico. Las suscripciones permiten el uso de las aplicaciones de Office 2016 por varios usuarios utilizando un software como modelo de servicio. Existen diferentes planes disponibles para Office 365, algunos de los cuales también incluyen servicios de valor agregado, como 1 TB de almacenamiento OneDrive y 60 minutos en Skype por mes en el plan Home Premium.